# Tiêu liêu xương rồng
Tiêu liêu xương rồng (danh pháp hai phần: Campylorhynchus brunneicapillus) là một loài chim thuộc Họ Tiêu liêu. Đây là loài bản địa của phía nam phần Tây Nam Hoa Kỳ đến miền Trung Mexico.

## Mô tả
Tiêu liêu xương rồng là loài hồng tước lớn nhất Bắc Mỹ, dài 18–23 cm. Không giống như các loài hồng tước nhỏ hơn, có thể dễ dàng bắt gặp Tiêu liêu xương rồng. Tiêu liêuxương rồng nhút nhát ít hơn nhiều hơn so với hầu hết các loài trong họ. Tiêu liêu xương rồng có viền mắt trắng, đầu màu nâu, cánh và đuôi bị cấm, và đốm lông đuôi làm cho nó dễ dàng để xác định. Giống như hầu hết các loài chim trong chi của nó, nó có một cái mỏ hơi cong. Tiêu liêu xương rồng là loài lưỡng hình giới tính.

## Chế độ ăn
Tiêu liêu xương rồng chủ yếu ăn côn trùng, kiến, bọ cánh cứng, châu chấu, và ong bắp cày. Thỉnh thoảng, nó nó ăn hạt, trái cây, các loài bò sát nhỏ và ếch. Việc tìm kiếm thức ăn bắt đầu vào cuối buổi sáng, Hồng tước xương rồng tìm kiếm thức ăn ở lớp lá trên mặt đất và các vật đổ trong tìm kiếm của côn trùng, cũng như thức ăn trong những tán lá và các nhánh của thảm thực vật lớn hơn. Nhiệt độ tăng lên gây ra một sự thay đổi trong hành vi tìm kiếm thức ăn của Hồng tước xương rồng và chúng hoạt động chậm lại trong nhiệt độ buổi chiều nóng nực. 